# Présences (collection)
Pour les articles homonymes, voir Présence.
Présences est une collection de romans de science-fiction initiée en 1991 par les éditions Denoël. Elle a été créée par Jacques Chambon qui en a été le seul directeur.
Arrêtée en 1998 à la suite du départ de Jacques Chambon, la collection Présence a publié 45 titres.

## Liste des titres
1. Les Grandes Profondeurs par René Reouven
2. L'Échange par Alan Brennert
3. Une femme sans histoires par Christopher Priest
4. Le Fantôme d'Hollywood par Ray Bradbury
5. Gabriel par Lisa Tuttle
6. Le Printemps russe par Norman Spinrad
7. L'Échiquier du mal - 1/2 par Dan Simmons
8. L'Échiquier du mal - 2/2 par Dan Simmons
9. Le Retour de Marion Marsh par Jack Finney
10. Black Velvet par Alain Dorémieux
11. Le Voyage de Simon Morley par Jack Finney
12. La Baleine de Dublin par Ray Bradbury
13. Sept jours pour expier par Walter Jon Williams
14. Le Nez de Cléopâtre par Robert Silverberg
15. Les Larmes d'Icare par Dan Simmons
16. Ombres sur la route par Steve Rasnic Tem
17. Gens de la Lune par John Varley
18. Nouvelles 1947-1952 par Philip K. Dick
19. Futurs perdus par Lisa Tuttle
20. Une autre saison comme le printemps par Pierre Pelot
21. À sept pas de minuit par Richard Matheson
22. Invasions divines : Philip K. Dick, une vie par Lawrence Sutin (en)
23. Le Balancier du temps par Jack Finney
24. Les Évadés du mirage par Philippe Curval
25. Nouvelles 1952-1953 par Philip K. Dick
26. La Mécanique des ombres par Benjamin Legrand
27. L'Aube écarlate par Lucius Shepard
28. Ma vie chez les morts par Serge Brussolo
29. Moi, Asimov par Isaac Asimov
30. En direct par Norman Spinrad
31. Les Survenants par René Reouven
32. Contes de la fée verte par Poppy Z. Brite
33. Requiem pour Philip K. Dick par Michael Bishop
34. La Qualité du silence par Max Dorra
35. Nouvelles 1953-1963 par Philip K. Dick
36. Le Styx coule à l'envers par Dan Simmons
37. ...mais à part ça, tout va très bien par Ray Bradbury
38. La Morsure de l'ange par Jonathan Carroll
39. Les Conjurés de Florence par Paul J. McAuley
40. Les Mères noires par Pascal Françaix
41. Jihad par Jean-Marc Ligny
42. Nouvelles 1963-1981 par Philip K. Dick
43. L'Enfant arc-en-ciel par Jonathan Carroll
44. Kirinyaga par Mike Resnick
45. Collection d'automne par Jonathan Carroll